# Меррітт Ліндон Ферналд
Меррітт Ліндон Ферналд (англ. Merritt Lyndon Fernald, 5 жовтня 1873 — 22 вересня 1950) — американський ботанік.

## Біографія
Меррітт Ліндон Ферналд народився у Ороно, штат Мен, США 5 жовтня 1873 року.
У 1891 році почав навчатися у Гарвардському університеті та отримав вищу освіту у 1897 році.
Він написав важливу наукову книгу «Edible Wild Plants of Eastern North America» у 1919–1920 роках разом із Альфредом Кінсі, яка була опублікована у 1943 році. Меррітт Ліндон Ферналд зробив значний внесок у ботаніку, описавши багато видів рослин.
Помер 22 вересня 1950 року.

## Наукова діяльність
Меррітт Ліндон Ферналд спеціалізувався на папоротеподібних та на насіннєвих рослинах. Опублікував більш як 850 наукових робіт.

## Окремі публікації
- «Edible Wild Plants of Eastern North America». 1943.